# Compton Bishop
Compton Bishop est une paroisse civile et un village du Somerset, en Angleterre.